# Куйбышев (Новосибирская область)
Ку́йбышев (до 1935 года — Каинск) — город в России, административный центр Куйбышевского района Новосибирской области.
Образует муниципальное образование город Куйбышев со статусом городского поселения как единственный населённый пункт в его составе.
По традиционному административно-территориальному устройству: город областного значения.
Численность постоянного населения  41 123 чел. (2025).

## Этимология
Основан в 1722 году на реке Каинке как слобода Каин — от тат. каен «берёза». В 1782 году слобода преобразована в город Каинск, в 1935 году переименован в Куйбышев в память о советском партийном деятеле В. В. Куйбышеве, отбывавшем здесь ссылку.

## География
Город расположен на реке Омь (приток Иртыша), на равнине, в полосе берёзово-осиновых колков, которые являются переходом от луговых степей Барабы к южной тайге, в 315 километрах от Новосибирска.

## Климат
Распределение месячных осадков в % по месяцам:
| Показатель                    | Янв.  | Фев.  | Март  | Апр.  | Май   | Июнь | Июль | Авг. | Сен. | Окт.  | Нояб. | Дек.  | Год   |
| ----------------------------- | ----- | ----- | ----- | ----- | ----- | ---- | ---- | ---- | ---- | ----- | ----- | ----- | ----- |
| Абсолютный максимум, °C       | 3,5   | 3,5   | 8,8   | 28,3  | 33,0  | 37,6 | 37,8 | 35,5 | 32,9 | 23,9  | 10,5  | 7,0   | 37,8  |
| Средний суточный максимум, °C | −19,1 | −10,8 | −4,79 | 3,98  | 16,1  | 21,1 | 23,6 | 20,8 | 13,2 | 4,99  | −5,3  | −10,7 | 5,11  |
| Средняя температура, °C       | −16,3 | −15,3 | −9,5  | −0,11 | 11,2  | 16,7 | 19,3 | 16,3 | 9,53 | 2,27  | −8,81 | −15   | 0,95  |
| Средний суточный минимум, °C  | −21,1 | −20,4 | −15,1 | −5,14 | 5,93  | 11,6 | 14,6 | 11,6 | 5,56 | −0,55 | −12,8 | −19,6 | −3,68 |
| Абсолютный минимум, °C        | −44,7 | −44,9 | −41,2 | −29,5 | −10,7 | −3,3 | 2,7  | −2,1 | −8   | −25,1 | −41,7 | −46,9 | −46,9 |
| Норма осадков, мм             | 16,1  | 11,9  | 12,4  | 18,9  | 29,8  | 45,3 | 68,8 | 49,3 | 36   | 31,3  | 26,1  | 20,2  | 365   |
| Источник: Метеоданные региона |       |       |       |       |       |      |      |      |      |       |       |       |       |

## История
- 1740 Лукнев (полностью годы, когда возглавлял острог не известны)[7].
- 1743 −1782 — Каинским острогом управляет казачий сотник Пётр Шелудяков
- 1782-1783 – Городничими в городах Томской области Тобольского наместничества назначены: майор Яков Мейбом, секунд-майоры Алексей Блашеев, Иван Давыдов, Николай Бошняк, Иван Рогинг, капитан Иван Девильнев, секунд-майор князь Иван Чхеидзе, капитан Абрам Стерхов, титулярные советники Андрей Путилов, Николай Богданович.
- 1784 – капитан Богдан Остермейер
- 1786 – капитан Семён Толстых
- 1787-1796 – капитан Эбергард Блей
- 1796-1804 – город лишён уездного статуса
- 1805 — коллежский асессор Пётр Иванович Афанасьев
- 1806 — титулярный советник Семён Минеевич Шиловский
- 1807 – должность вакантная
- 1808-1810 — надворный советник Иосиф Михайлович Матушевич
- 1811-1814 — коллежский асессор Егор Михайлович Михайлов
- 1815-1826 — надворный советник Андрей Фёдорович Текутьев
- 1827-1828 – отставной поручик Иван Якимович Степанов
- 1829-1832 — коллежский асессор Елеазар Андреевич Начапинский
- 1835-1836 — титулярный советник Иван Петров Зубарев
- 1837-1838 — коллежский асессор Антон Егорович Добролюбов
- 1839 — исп. должн. коллежский асессор Михаил Александрович Александров
- 1840-1841 — исп. должн. губернский секретарь Иван Алексеевич Мельницкий
- 1842-1848 — штабс-капитан Густав Карлович Граббе
- 1849-1852 — коллежский асессор Василий Иванович Андреев
- 1854-1859 — коллежский асессор Николай Евгеньевич Рейнгольд
- 1859-1861 — коллежский секретарь Фортунат Дементьевич Борткевич
- 1875 — городским головой избран купец 2-й гильдии Иван Петрович Ерофеев
- 1879 — купец 2-й гильдии Иван Васильевич Шкроев
- 1881 — купец 2-й гильдии Иван Петрович Ерофеев
- 1885 — купец 2-й гильдии Константин Дмитриевич Мясников
- 1888-1890 — вр.и. о. Илья Михайлович Шубин
- 1890 — купец 2-й гильдии Иродион Семёнович Волков
- 1891-1894 — купец 2-й гильдии Иван Семёнович Кокушкин
- 1895-1902 — купец 2-й гильдии Степан Алексеевич Лебедев
- 1903-1911 — Иван Дмитриевич Симбирцев
- 1912 — Пётр Михайлович Курнин
- 1913-1916 — титулярный советник Пётр Михайлович Дагаев
- 1916-1917 — Василий Александрович Малыгин
- Октябрь 1917-март 1918 — председатель Совдепа Суходолов Николай Васильевич
- 3 марта 1918 - 3 мая 1918 — председатель Совдепа Каплун Данила Калинович
- 3 мая 1918 - 21 мая 1918 — председатель Совдепа Ялухин Николай Петрович
- 21 мая 1918 - 26 мая 1918 — председатель Совдепа Здвинский Моисей Станиславович
- 30 мая 1918 - 2 июня 1918 — городской голова Василий Александрович Малыгин
- 2-7 июня 1918 — вр.и.д. председателя Каинского Совдепа Николай Носков
- 8 июня 1918 - 30 ноября 1919 — Василий Александрович Малыгин
- 4.12.1919 — 1.02.1920 председатель городского ревкома Смышляев Иван Васильевич
- на 10 февраля 1920 — предуездревкома Д. Кедров
- сентябрь 1920 — предгорисполкома Землянов
- на 15 октября 1920 — предуисполкома Д. Кедров
- на 2 марта 1921 — предисполкома Поротников
- на 21 апреля 1921 — предгоруездисполкома А. Николаев
- на 14 июля 1921 — предгоруездисполкома Яблонский
- 1927 — предгорисполкома Пугач.
- 1929—1932 — Герцев Андрей Яковлевич
- 1937—1940 — Выленок Иван Сергеевич
- 1940—1941 — Полозков Филипп Яковлевич
- 1942—1946 — Петров Георгий Михайлович
- 1947 — Сухоруков Алексей Архипович
- январь-октябрь 1948 — Карташов Кузьма Миронович
- ноябрь 1948—1950 — Жданов Георгий Лукич
- 1950-февраль 1953 — Благодаров Анатолий Александрович
- 1953—1961 — Лебедев Михаил Степанович
- март 1961-апрель 1962 — Горбачёв Григорий Степанович
- май 1962- март 1965 — Лукичев Пётр Иванович
- март 1965-январь 1972 — Апарин Николай Кузьмич
- 1972—1973 — Шипицын Евгений Яковлевич
- 1974—1975 — Пушенко Виктор Владимирович
- 1976—1988 — Петров Анатолий Георгиевич
- 1988—1999 — Докучаев Александр Владимирович
- 2000—2005 — Функ Виктор Александрович
- 2005—2006 — Цепелев Анатолий Михайлович
- 2006—2011 — Аверьяскин Сергей Геннадьевич
- 2011—2016 — Максимов Владимир Павлович
- 2016 — Алик Алексеевич Андронов

### XVIII век
Основан в 1722 году на левом берегу при устье речки Каинки, впадающей в реку Омь, как Каинское военное укрепление — форпост (или Каин-Пас, «каин» в переводе с языка барабинских татар — «берёза») для защиты барабинцев от нападения джунгар и киргизов в составе Тарского воеводства Сибирской губернии.
Несмотря на то, что статус города был пожалован Каинской слободе Екатериной II в 1782 г., датой основания Каинска всё же считается именно дата постройки форпоста.
В 1733 году проведён Московско-Сибирский тракт через Тюмень, Тобольск, Тару, Каинский форпост.
В 1740-е годы укрепления в Барабинской степи (в том числе и Каинский форпост) были расширены. Небольшие группы служилых людей в них оставались и на зиму. Казаки своего хозяйства не имели и продовольствие получали из Тары и Томска. Задержка с доставкой провианта вызывала голод. В 1740 г. командир Каинского форпоста Лукнеев жаловался, что хлеб не доставлен, казаки «помирали голодною смертью».
В 1743 году при Каинском форпосте была построена церковь.
На 25 августа 1744 года форпост Каинский Томского ведомства имел 152 человека и две пушки.
В 1745 г. на Барабе стояло тарских казаков 25 человек, томских 183.

В связи с движением границы дальше на юг, появилась возможность 
«преобразовать Барабинские форпосты в обыкновенные селения. И уже к 1750 году постоянные гарнизоны в форпостах были ликвидированы, казаки вступили в крестьянское состояние»
С конца 1740-х годов в документах стали упоминаться разночинцы Каинского форпоста. Это семьи отставных казаков, оставшиеся на постоянное жительство в форпосте. В 1749 г. в описании укреплений в окрестностях Каинского форпоста упоминаются три русские деревни Развалова, Тайлакова и Белова.
Согласно описанию 1750 года, форпост представлял собой четырёхугольное поселение, обнесённое деревянным частоколом. Вокруг был опоясан надолбами, рогатками и рвом. На двух углах палисада были сооружены роскаты для пушек.
В 1755 г. прапорщик Уксусников был командирован на разведку в Барабинскую степь. Перед ним была задача наметить более прямую дорогу от Усть- Таркского форпоста и сделать «обстоятельное описание Барабинской степи… какие годные на той степи места, где можно учинить поселение, по скольку дворов и какие имеются угодия». Уксусников наметил дорогу от Оми и сообщил: «на Барабинской степи имеются к поселению и для жилья человечества удобные места около реки Оми, где есть к строению и на дрова берёзового лесу и пахотной земли и сенокосных покосов со удовольствием». Места к поселению безопасные — «закрываются от зюнгорского владельца Колывано-воскресенской линией, от киргиз-кайсаков Иртышской линией». Для заселения Барабинского тракта сибирская администрация уже три раза просила перевести ямщиков из зауральских уездов. Но правительство снова предложение отклонило. Сенатским указом от 21 августа 1755 г. было предложено «учинить из ближних мест к той Барабинской степи разночинцев, коих там довольно». Согласно указу сибирская губернская канцелярия потребовала от томской и тарской воеводских канцелярий назначить по раскладкам на переселение крестьян и разночинцев, выбирая на перевод «людей добрых и состоятельных, отделяя от домов отцов — детей, от братьев — братьев». Томская администрация приказала выделить из ведомства Чауского острога на переселение 100 семей, 200 семей из города Томска, Сосновского, Умревинского и Верхнетомского острогов, 30 семей от Уртамского острога для содержания зимовий, от Каргатского до Каинского форпоста «для содержания подводной гоньбы, ремонта старых и строительства новых мостов и гатей». В 1755 году Уксусников сообщал, что по Оми от деревни Зотиной и «до острога Чауского жилых мест и деревень не имеетца», а в 1756 г. сообщается, что в слободе при Каинском форпосте живут томские разночинцы и новопереселённые крестьяне и «около форпоста как вверх по Оми, так и вниз строятся деревни для населения». В 1752 году в приходе Спасской церкви Каинского форпоста зарегистрировано семь новорождённых (четыре в семьях казаков и три в семьях разночинцев), в 1753 году зарегистрированы 21 новорождённых и двое умерших. В 1759 году, соответственно, 60 и 21. Другими словами, отмечался быстрый рост населения. В связи с сооружением Московско-Сибирского тракта на основании указа императрицы Елизаветы Петровны в 1755 году Томская воеводская канцелярия предписала командиру Петру Шелудякову перенести церковь и форпост на правый берег реки Каинки.
11 марта 1755 года дана грамота митрополита Сильвестра о перенесении церкви на другой берег реки Каинки.
После проведения тракта Каинск стал важнейшим пунктом на пути из Тары и Омска в Томск. Каинск стал крупным центром каторги со ссылки. В Каинске начинают селиться ямщики, ссыльные из России преступники, а за ними и крестьяне. Посельщики, по данным ревизии 1770-х годов, составляли 83,6 % государственных крестьян. Основной деятельностью поселенцев в то время был извоз и кустарное производство, связанное с ним — каретное, столярное, медничное, скорняжное, башмачное, а также скотоводство и хлебопашество.

Двукратно перестроенная церковь простояла почти 20 лет (1751—1770 гг.) и сильно обветшала. Было получено благословение и заложено основание церкви «Во имя Спасителева нерукотворного Образа».
Острог был сюда переведён с Тандова озера, имел ров, вал и несколько козаков, и служил до 1750 года так как и Тартаской для защиты от Киргизцев и Зюгорцев; но по учреждении линии сделался бесполезным. Артиллерия переведена была в Бийскую крепость при Оби. Козаки вступили в крестьянское состояние и умножены были перемещёнными из Томска крестьянами. Здесь одна деревянная церковь. Оброчных крестьян с двумя принадлежащими сюда деревнями 337 душ. По церковным книгам было в Каинске и двух деревнях, в 1771 году Руских 386 дворов и 2884 души обоего пола. Каинский округ с 23 деревнями и слободою имел 1860 душ крестьян. Для конвоя стоит здесь 13 человек Тарских козаков".
Естествоиспытатель, географ и путешественник Паллас Пётр Симон в 1773 году пишет:
…Сие сперва именитое место начинает ныне уменьшаться, и многие жителя строятся ближе к Оби между ручьями Бурлы и Карас ука, по той причине, что Барнаульская канцелярия, сию от заводов весьма отдалённую слободу ближе к себе переселить хочет на новую от Барнаула прямо к Тобольску через необитаемую степь пролагаемую дорогу. От сего Каинский форпост уже третьей части своих жителей лишился… Вообще Бараба имеет плодородную землю и всякий хлеб урожается, а особливо Каинский лён в Сибири весьма знатен…
В 1755 году сибирская администрация, аргументируя необходимость переселения в Барабу ямщиков, писала, что через степь на «662 версты, кроме острога Каинского, селений нет». Перевод ямщиков в Барабинскую степь Сенат не разрешил и рекомендовал новый тракт через Барабу заселять ссыльными. В 1764—1765 годах западнее Каинского форпоста были водворены ссыльные. В 1767 году произведена разведка «о годных для поселения» местах восточнее Каинского форпоста. На восток от форпоста до Чаусского острога было указано 10 мест для поселения, где рекомендовалось разместить 740 семей. После этого ссыльные были задворены в Осиновых Колках, Колмаковой, Новоубинской, Новокрутологе, Новочоме, Иткуле и других деревнях 47.

В 1763 году М. М. Сперанский написал:
Каинскъ, маленькой городокъ, нынѣ только въ планъ приведённый. Множество жидовъ и цыгань. Изрядная маленькая больница.
30 января 1782 года Каинская слобода получила статус уездного города Каинского уезда Тобольского наместничества.
В 1782 году основано Каинское полицейское управление.
10 марта 1785 года учреждён городской герб — «…в зелёном поле золотой бык в знак скотоводства на Барабинской степи».
В 1796 году Каинский уезд упразднён. Город Каинск, как безуездный город, вновь вошёл в состав Тарского уезда Тобольской губернии.

### XIX век
В 1804 году вновь становится уездным центром Каинского уезда в составе образованной Томской губернии.
В 1804 году был достроен Спасский/Успенский собор, заложенный ещё в 1787 году.
По данным М. Н. Баккаревича, в 1810 году население Каинского уезда было 12 258 душ.
По данным экспедиции Реддера, в 1814 году в Каинске было 200 обывательских домов и жителей до 450 душ. Хотя по другим данным, на конец XVIII века население составляло 658 человек, при этом насчитывалось 106 жилых домов, 7 лавок и амбаров.
Первая больница Приказа общественного призрения, рассчитанная на 30 коек, основана в Каинске в 1806 году из арестантской. В 1836 году правительство построило в двух верстах от города новый деревянный корпус на каменном фундаменте с двумя флигелями на 55 коек. Она просуществовала до 1917 года.
12 марта 1822 года открыто уездное училище.
Динамика населения в эти годы (чел.):
| 1823 г. | 1835 г. | 1851 г. | 1863 г. |
| ------- | ------- | ------- | ------- |
| 1625    | 2242    | 2724    | 3345    |

В 1823 году домов общественных, частных и казённых — 247; лавок — 11; человек: военного ведомства — 233, духовенства — 44, купеческого сословия — 13, гражданских чиновников на службе — 37, дворян и чиновников вне службы — 3, мещан и цеховых — 1009.
В 1828 году завершено строительство Спасской церкви.
А. Гумбольдт в 1829 году описывает следующие события: 
Проезд из Тобольска в Барнаул (около 1500 вёрст) потребовал девять дней. Путь лежал на Тару, Каинск, через Барабинскую степь. В Каинске получено было известие, что далее на Томском тракте вспыхнула эпидемия сибирской язвы, от которой падают скот и лошади, и которая поражает и людей. Пришлось принять некоторыя меры предосторожности и не сообщаться с туземцами; по счастью, скоро, в дер. Котковой, следы эпидемии кончились, и далее о ней не было слышно.
В 1834 году спроектирован план города.
В 1836 году население Каинска составляло 2249 человек, а в 1842 году — 2724 человека. Насчитывалось домов — 630, восемь улиц, 23 лавки, две больницы, богадельня, 8 заводов: 2 кожевенных, 1 мыловаренный, 1 свечно-сальный, 1 салотопный и 3 кирпичных, городовая ратуша и 2 суда.
Состав население по данным Якимовского:
- 1456 мужчин и 1268 женщин
- духовного звания — 9
- гражданские служащие чиновники 24, отставные чиновники — 9
- разночинцы — 137
- купцы 2-й и 3-й гильдии — 20
- мещан и цеховых — 633
- крестьян, водворившихся в город — 21, сеятных — 32
- городовых рабочих — 9, дворовых людей — 7

а также цыгане.
Также автор указывает:
«…город неопрятный и неухоженный, без освещения, а сгоняемый с пастьбы скот ночует на улице. Каждый понедельник, до четверга прибывали ссыльные, партиями по 200 человек. В самом городе хоть и положена ярмарка Михайловская, но на неё никто не съезжался, хотя в воскресенье и праздничные дни на базары приезжали из окрестных селений. Велась активная торговля маслом и кожей с Иркутскими купцами, они привозили чай и китайские ткани. По реке сплавляли кедровый и еловый лес с дровами. Некоторые купцы и мещане имели до 250 лошадей для перевоза грузов.
Несмотря на наличие кирпичных заводов — они не влияли на архитектуру города, вследствие бедности владельцев и низкого качества глины.»
В 1860 году, по описаниям Ф. Тыжнова, проживало 1405 мужчин и 1312 женщин, было две каменные церкви и 394 деревянных домов. Согласно данным, приведённым в монографии Р. М. Кабо «Города западной Сибири», на 1858 год в городе проживало 2930 чел., а по данным 10 ревизии — 3300 чел. На 1858 год в городе наличествовали 2 православные церкви, 2 еврейских молитвенных дома, мужское уездное и приходское училище, женское училище 2 разряда, богадельня, городская библиотека, военный лазарет, аптека, общественная баня, 3 острога, 13 небольших заводов, 7 кузниц, 2 магазина (провиантский и соляной).

Опираясь на данные 1771 года, И. Ф. Штукенберг по состоянию на 1860 год делает следующие выводы:
Из всего видно, что эта степь, бывшая некогда дном моря, изобиловала прежде гораздо более болотами и озёрами. По рассказам большей части колонистов, даже на памяти людской, вода и сырость степи уменьшились весьма заметно.
В 1860 году открыто женское училище второго разряда.
Сословный состав населения в 1863 году (3345 чел.): мещан — 1815 чел., военных — 481, дворян потомственных и личных — 379, «отставных нижних чинов» — 140, купцов — 113, крестьян — 103, ссыльно-поселенцев — 89, духовенства — 22 и прочих 203.
В 1865 году открыта городская библиотека.
В сборнике «Материалы по вопросу о преобразовании тюремной части в России», издания 1865 года, о Каинске написано: «…острог этого города сгорел». Заметка в «Томских губернских ведомостях» сообщает, что после пожара в остроге в 1862 году жители Каинска купец Дубровин и мещанин Алексей Суриков приняли деятельное участие, выделив флигель на устройство арестантов. О новом тюремном замке упоминается в 1879 г. «Журнал гражданского и уголовного права» за этот год сообщает о том, что «… в Барнауле, Бийске, Каинске и Мариинске новые тюремные замки».
Дворы горожан, многие улицы и базарная площадь были завалены навозом, и когда его сжигали, город покрывался облаком едкого дыма. Не выделялось достаточных средств и на противопожарную службу. Сплошь застроенный деревянными домами Каинск страдал от частых пожаров, приносивших трудовому населению большие убытки. Так, в результате пожара, начавшегося 20 мая 1867 г. (у мещанина Юсупова вспыхнула баня), сгорела 1/3 города— 112 домов и 27 флигелей, без крова остались десятки семей малоимущих горожан. За пренебрежение к элементарным нуждам города были «наказаны» и местные «блюстители порядка»: сгорели здания окружного и земского судов, городской полиции.

По словам Н. Кострова, в 1868 году стояла засуха и город посетил Великий князь Владимир Александрович
.. нынѣшнее лѣто отличалось ещё—отсутствіемъ мошки, паута, комаровъ …явленіе, въ самомь дѣлѣ очень рѣдкое, крестьяне приписывали проѣзду Великаго Князя. 11 Іюля въ 2 часа по полудни Онъ былъ уже въ Каинскѣ. Умилительно было видѣть, съ какимь восторгомъ и истиннымъ радушіемъ встрѣчалъ Его вездѣ народъ. Въ иныхъ мѣстахъ онъ становился на колѣни. Почти вездѣ, кромѣ хлѣба-соли, приносимой оть цѣлаго селенія, у каждаго дома, у каждой небольшой избёнки былъ накрытъ особый столикъ и на немъ была поставлена особая хлѣбь-соль.
Товарами на Михайловской ярмарке в те времена были: железными, медными и деревянными изделиями, шёлковыми и бумажными товарами, сукном, полотном, чаем, сахаром, платьем, мехами беличьими, горностаевыми, волчьими, кожами и кожевенными изделиями. Хлеб, сухую и солёную рыбу, медь, сало, масло коровье, верёвки, табак, дичь, холст, дублёные шубы и полушубки.
Бюджет города в 1871 г. составлял 5141 руб., а главное, расходовался непроизводительно. 57—58 % бюджета уходило на содержание городского управления, полицейского и судебного аппарата, а вместе с расходами на наём и содержание помещений — около 80 %. За вычетом небольших расходов на общественные, благотворительные и другие нужды на благоустройство оставалось всего 30 руб.
1870—1888 годы: городское управление находилось в руках купцов. Составляя немногим более 3 % жителей города, они занимали около 2/5 всех депутатских мест в городской думе. Под её прикрытием совершались различные сделки, направленные на ограбление трудового населения. Каинская городская управа упорно отказывалась ограничить число питейных заведений в городе, ибо это было невыгодно виноторговцам. Она разрешала открытие всё новых трактиров и, в том числе, на местах, запрещённых законом, — на базарной площади, — где самый доходный кабак принадлежал председателю управы виноторговцу П. В. Попову. Лучшие из общественных земель, ежегодно арендуемых городской беднотой, мещанами, управа за более низкую плату передала торговцам вином братьям Ерофеевым. Те огородили пригородный луг и фактически лишили население удобного места для пастьбы скота. С введением в Каинске «Городового положения» Городская дума по-прежнему взимала с мещан одновременно подушную подать и налог с недвижимого имущества, возлагала на них различные натуральные повинности, которые должны были исполняться на средства городского бюджета.

В 1888 году каинский купец Венедикт Ерофеев был приговорён Томским окружным судом к 2 месяцам тюремного заключения или залогу в 500 рублей за участие в сговоре томских виноторговцев с целью повышения цен на алкоголь:
«Признавая за водкой, согласно требованіямъ медицины и гигіены и народному обычаю, значеніе прѣдмета необходимой потрѣбности и находя в действіях подсудимыхъ наличность стачки какъ противозаконнаго деянія согласно ст. 1180 Уложенія о наказаніяхъ…»
Население Каинска и уезда страдало от острого недостатка медицинской помощи. Большие средства, взимаемые с населения в виде податей и налогов, в том числе и на содержание больниц, разворовывались. В середине 1870-х годов делом каинского окружного исправника Берестова, похитившего 4231 руб., полученных на содержание больницы в Каинске, вынужден был заниматься сенат.
В 1893 году в городе проживало 8896 жителей (до 12 % евреев), было 5 каменных и 900 деревянных домов, 1 каменная соборная и 1 деревянная православная церковь, 1 еврейская синагога. По данным переписи населения 1897 г. в городе учтено 938 лиц иудейского вероисповедания из 5884 жителей. Еврейская община была хорошо организована, имела несколько молитвенных домов. Должность городского врача занимал еврей. Еврейскую общину (одну из крупнейших в Сибири) в течение 25 лет возглавлял помощник раввина Шломо Зельвинский.
В XIX веке Каинск был местом политической ссылки и этапным пунктом ссыльных, направлявшихся по Московскому тракту в Восточную Сибирь. Через город прошли пугачёвцы, декабристы, петрашевцы, народовольцы и польские повстанцы. Помимо арестантской тюрьмы в Каинске имелся эшафот, где плетями и розгами наказывали ссыльных и местных жителей. Эшафот был снесён только в 1905 году.

Некоторое представление о том, как одевали арестантов Каинской тюрьмы, даёт заметка в газете «Томские губернские ведомости»: 
«Каинское тюремное отделение объявляет, что 7 будущего октября 1891 г., в присутствии Каинского окружного полицейского управления назначены торги, с узаконенною через три дня переторжкою, на поставку одежды и обуви для арестантов, содержащихся в Каинской тюрьме, в пропорцию 1892 года, в следующем количестве: мужских рубах 316, подштанников 316, полотенец 100, брюк суконных 100, шапок 23, галстуков 23, рукавиц 192, онуч 192, полушубков 6, бушлатов из ревендука 100, брюк из ревендука 200, шапок 23, сапогов с запасными передами и подмётками 100, сапогов с длинными голенищами 10, рубах женских 10, юбок с лифом 14, капотов тиковых 15, капоров тиковых 15, башмаков с подмётками 5, полусапожек 3, чехлов 220, одеял: летних 240 и зимних 200. Желающие торговаться благоволят пожаловать к означенному дню в присутствие полицейского управления, с представлением залогов»

### На рубеже XIX и XX веков
1892 год — построена 2-х этажная деревянная синагога.
Находясь на почтовом тракте, Каинск до конца XIX века играл роль промышленного, торгового и транзитного центра, имея крупное экономическое значение для своего округа (хлебные грузы, спирт, кожи, мясо, масло, щетина, птица и рыба); в нём находились и конторы заграничных фирм, скупавшие коровье молоко на экспорт. В 1897 году на средства министерства земледелия и государственных имуществ около Каинска была открыта учебная сельскохозяйственная ферма и при ней школа маслоделия и молочного хозяйства.
В 1893, 1890, 1911 чётко обозначен регламент градостроительной деятельности — «Строительный устав», по которому и возводились отныне исторические здания местными купцами. Особняки строились на центральных улицах — снизу был магазин, сверху — жилые помещения. Фасады торговых зданий отличались наибольшим количеством декоративных деталей, особое внимание уделялось окнам и дверям, карнизу и фронтону или фигурному парапету.
На рубеже XIX и XX веков экономическое положение Каинска ухудшилось в связи с прокладкой Транссибирской магистрали, которая прошла в 12 километрах южнее Московско-Сибирского тракта. В результате Каинск остался в стороне от транзитных путей. Однако к тому моменту Каинский уезд получил большое значение как один из шести центров маслоделия Томской губернии (первый завод был основан в 1895), которое приобрело массовый характер. В 1910 году в городе действовало всего два частных маслозавода, которые к 1912 г. были закрыты. В Каинском уезде в этот период существовало 443 маслозавода с общим годовым объёмом производства 180 тысяч пудов животного масла. Несмотря на то, что заводы по производству масла были небольшими и примитивно оборудованными, качество масла было значительно выше европейского. Каинское масло поступало за границу: в городе его закупали три иностранные конторы, кроме того, конторы каинских купцов сами занимались продажей масла в Гамбурге и Лондоне.
В 1899 году в городе насчитывалось 536 домов, церквей — 3, несколько молитвенных домов для иудейского населения. Население занималось земледелием, торговлей, извозом, скотоводством. Проводилось 2 ярмарки общим объёмом до 300 000 рублей, еженедельные базары. Заводов 8: винокуренный, пиво-медоваренные — 3, кожевенных — 3, мыло-свечной и паровая мельница. Общий оборот до 400 000 рублей. Больница на 55 коек, метеостанция, из учебных заведений — женская прогимназия, 2 приходских училища, церковно-приходские школы. Общественная библиотека. Казённый склад сельскохозяйственных орудий и семян.
В путеводителе по Великой Сибирской железной дороге, изданном в 1900 году, указан следующий состав экспорта: «спирт, вино, пиво — на восток, хлебные грузы, мясо, сало, птица, рыба — на запад». Среди других товаров, ввозимых в город и его окрестности, следует отметить мануфактуру, чай, сахар, различные металлические изделия, а начиная с конца XIX века — оборудование для маслозаводов.
1 сентября 1900 года в Каинске проводился конкурс экспортного масла. Комиссия оценивала образцы, предоставленные 83 участникам, по 15-балльной системе. Результаты оказались неутешительны. Более 80 % масла, выпускавшегося на тот период в Каинском уезде и окрестностях, не годилось для продажи на экспорт. Комиссия отмечает прогорклость масла, избыточное содержание воды и соли, горечь, болотный и рыбный запах.
10 июля 1902 года С. Н. Ерофеев и его семья основали акционерное общество. Из 6 тыс. акций общества стоимостью в 1,5 млн рублей ему с женой принадлежало 4050, Ксения и её сын Василий владели 1700 акциями, остальные члены правления имели от 25 до 50 акций. Учредительное собрание постановило передать имущество торгового дома «Братья Ерофеевы» акционерному обществу. Но вновь собранные капиталы быстро исчезли, а недвижимое имущество торгового дома не перешло к акционерному обществу. Наоборот, большую и наиболее ценную часть его заложили и сдали в аренду от имени прежнего владельца. Схема, по сути, была мошеннической, но Ерофеевы смогли выиграть суды по причине смерти самого С. Н. Ерофеева, и в 1907 году началась ликвидация имущества общества. Винокуренный завод купил каинский купец Я. Ф. Мошицкий, который затем перепродал его «Акционерному обществу Мариинского винокуренного завода», образованному московскими капиталистами. Во главе общества стоял И. А. Найдич, один из крупнейших винопромышленников России. Ерофеевы не только избежали наказания, но и получили определённую плату за фирму.
На начало XX века в городе и уезде имелось 706 ветряных и 23 водяных мельницы, осуществлявших размол зерна каменными жерновами низкого качества. В 1904 году М. Л. Маслов построил мельницу, оснащённую двигателем внутреннего сгорания и германским оборудованием, которая работала по новой технологии переработки зерна и имела суточную производительность 20 тонн.
1904 год — строительство кирпичной церкви «Иоанна Предтечи» купчихой Шкроевой на завещанные мужем деньги.
1909 год — строительство польского римско-католического костёла, высотой 12 м (архитектор Б. Ф. Татарчух).

1910 год — строительство каменной церкви «Во Имя Святаго Духа» и церкви «Кладбищенская».
Фабрично-заводская промышленность ещё мало развита: общий оборот не превышаете 400 т. р. включая сюда и маслодельные заведения. Большая часть этой суммы приходится на долю винокуренного завода Ерофеева (220 т. р.); в городе имеются ещё значительный кожевенный и пивоваренный заводы. Из общего оборота торговых предприятий (2.300 тыс. руб.) около 1 миллиона падает на мануфактурную торговлю и более 400 т. р.—на торговлю жировыми продуктами. Обороты каинских ярмарок (Михайловской 8—17 января и Петропавловской 29 июня—8 июля) незначительны.
В 90-х годах XIX в. переселенческая беднота Воскресенской волости после длительной и упорной борьбы захватила арендный участок в 1000 дес. предпринимателя Зверева. Против кулаков-арендаторов выступила беднота деревень Зюзино, Ново-Карапузово, Ново-Щербаково и других селений Каинского уезда. Каинск не остался в стороне от бурных событий революции 1905—1907 гг. Летом 1906 г. здесь возникла организация РСДРП, насчитывавшая уже в сентябре до 60 членов.

Во время работы V съезда РСДРП лондонскую квартиру В. И. Ленина посетил большевик И. С. Каржанский:
Я пришёл в восторг от чудесного, пахучего сливочного масла и уже хотел разразиться репликой о богатстве англичан, как Владимир Ильич сказал: — Да это должно быть наше сибирское. И по-английски обратился с вопросом к хозяйке, и та что-то минуты две ему объясняла, а когда она окончила, он подтвердил мне: — Так и есть, сибирское. Она даже район назвала: Барабинская степь. Она в географии не очень разбирается и уверена, что это за Байкальским озером. На самом деле это западней, между Омском и Томском. Мне там пришлось проезжать два раза: в ссылку и обратно. Чудесный край. С большим будущим.
Вот как описывали город итальянцы в 1907 году:
…мы приблизились к Каинску, окружённому дюжиной ветряных мельниц, большие неподвижные крылья которых выглядели на фоне вечернего неба, как огромные кресты на могилах великанов… в середине рыночной площади была разбита ярмарка с цирковым балаганом и каруселью… солдаты, увидев нас, закричали, позвали своих приятелей в толпе, и в тот же миг людская масса, стоявшая у лавок, как по команде, повернулась к нам с удивлёнными лицами… Мы ехали по опустошённым улицам в поисках гостиницы, и наконец нашли самую жалкую и самую грязную во всей Сибири… В Каинские мне не удалось попасть в телеграфную контору. Я был отвергнут, как будто прибыл, чтобы взорвать телеграф.
Описание моста через Омь иностранными путешественниками:
Понедельник 22-го июля 1907. Мы покидаем Каинск, пересекая любопытный наплавной мост на реке Омь. Как только автомобиль въезжает на мост, между досок настила выступает вода. Это хороший душ для наших шин фирмы Dunlop, который их освежает.
В 1908 г. в Каинске было совершено группой лиц вооружённое нападение на уездное казначейство, но действиями полиции группа экспроприаторов, в числе которых был Фёдор Иванович Браулов из деревни Починок, Богословской волости Череповецкого уезда Новгородской губернии, была арестована и предана временному военно-окружному суду. Процесс по этому делу проходил в Каинске, и данный суд 01.03.1908 г. вынес в отношении виновных лиц приговор, по которому обвиняемые были подвергнуты смертной казни через повешение. Обжалованный приговор рассматривался кассационной инстанцией военного суда в Томске, где 18.03.1908 г. был утверждён и приведён в исполнение.
По данным на 1910 год в Каинске функционировало 4 ремесленно-промышленных заведения с численностью рабочих 357 человек и годовым объёмом производства 557 тысяч рублей.
В 1910 году на одного врача в Каинском уезде приходилось 42 тыс. жителей. Неудивительно, что в этом году умерло от оспы 140 чел., скарлатины — 141, дифтерита и крупа — 21, кори — 191, коклюша — 211, тифа сыпного — 10, тифа брюшного — 92, тифа неопределённого — 122, «простого» детского поноса — 572, кровавого поноса — 321 и от водобоязни — 1 чел.
В 1910 году в Каинске была организована амбулатория и уездная больница (после эпидемии тифа). В этом же году привезено впервые кино, а уже в 1912 открыт первый кинотеатр «Прогресс».
С 1911 года Общество молочного хозяйства стало издавать свою газету, ставшую единственной в городе и уезде «Вестник Каинского общества молочного хозяйства». Неоднократно переименовывалась до 1935 года.
С 1899 по 1912 годы в Каинском уезде число маслозаводов увеличилось с 90 до 433, количество производимого масла — с 41 до 182,4 тыс. пудов, а стоимость его — с 410 до 2531 тыс. руб. Около десятка маслозаводов, принадлежащих купцам, работало в самом Каинске. Здесь же находилась контора отделения Союза сибирских маслодельных артелей и одна из шести имевшихся в Сибири лабораторий по молочному хозяйству (остальные — в Кургане, Омске, Семипалатинске, Барнауле, Томске).
В 1913 году из Каинского уезда отправлено 364,7 тыс. пуд. масла. Большая часть сибирского масла, и в том числе Барабинского, вывозилась за границу — в Англию, Данию, Германию и другие страны. Избегая торгового посредничества датских маслоэкспортеров, фирма «Бр. Ерофеевы в Каинске» установила прямую связь с лондонским рынком. «Товарищество каинских маслоделов» («Сибирское товарищество»), возникшее летом 1907 г. на станции Чаны, имело торговую контору в Гамбурге. В Каинске действовала скотобойня, на которой ежегодно забивалось более 4 тыс. голов скота, преимущественно крупного. В 1914 г. отсюда отправлено 138 тыс. пуд. мяса в Петроград, Москву, Тулу, Калугу и другие города. Кроме того, вывезено в Европейскую Россию из Каргата и Татарска по 108 тыс. мяса.
В 1914 году в городе было 89 торговых лавок c торговым оборотом более 18 миллионов рублей в год. В этом же году в городе сооружена первая электростанция мощностью 120 кВт, обслуживавшая 69 абонентов, в основном, купеческие дома.
В начале XX века сформировался архитектурный облик города, застроенного двухэтажными каменными купеческими домами, с мощёными улицами. Окраины сохранили прежний облик. Если расположенный на возвышенном месте Каинск страдал от грязи, то станционный посёлок, лишённый освещения, водоснабжения и тротуаров, представлял собой настоящее болото.
В предреволюционные годы сформировалось ядро культурной жизни города, но она была ещё далека от совершенства. Училища ещё не охватывали всех детей школьного возраста, 50 % населения не умели читать и писать, драматическое искусство и кино только зарождались, общества ещё не контролировали городскую власть.
В 1913 году население составляло около 6 тыс. чел., но в связи с призывами мужчин в армию в период первой мировой войны сократилось до 4321 чел.
В мае 1916 года ревизионная комиссия доложила отчёт за 1915 год: при смете в 50 тыс., перерасход в 18 тыс. руб., и на 600 руб. отсутствуют оправдательные документы. Городу даны были из общеимперских сумм на противоэпидемические предприятия 20 тыс. руб. Пропустив все обусловленные сроки, так что деньги были затребованы обратно, управа спохватилась и составила сметы на постройку заразного барака и 4 колодцев в сумме 16 тыс., а 4 тыс. руб. вернула обратно. Позднее барак был построен с нарушениями.
С проведением Сибирской ж.д. магистрали, которая прошла в 13 км южнее Каинска, значение его из года в год начинает падать; в то же время посёлок при железнодорожном депо, переименованный в 1917 г. в город Барабинск, быстро растёт, и туда решено перенести окружной центр.

### Революционные годы
В Каинске, как купеческом городке, основную часть населения составляли мещане. Пролетариата, большевиков и членов других левых партий было не много до открытия железнодорожной ветки в 1917 году, которая соединила город с Транссибирской магистралью и по которой первый паровоз доставил Манифест об отречении Николая II. Власть в городе представляла Городская дума, а после падения Временного правительства началась подготовка к созыву съезда Советов.
На Съезде более 100 участников от города и деревень избрали Совет из 30 человек, в который вошли Папшев, Сурков, Артемьев, Иссерс, Тесёмкин и др. с председателем-эсером Суходоловым. Состоял Каинской Совдеп из людей с разными политическими взглядами. Наметили задачи Совета:
- добиться восьмичасового рабочего дня;
- обеспечить население продуктами;
- изыскать средства путём изъятия их у буржуазии;
- организовать Советы в сёлах (задача была выполнена успешно).

Второй Съезд состоялся 5 марта 1918 года, где переизбрали Совет, который оказался ещё менее работоспособным.
На Третьем Съезде 3 мая 1918 года победили большевики. В Совет вошли большевики: М. М. Сурков, Носков, Елистратов, Чикулаев, Ермаков, Николаев, Черников и другие.
Председателем Совдепа стал старый большевик М. С. Звинский (Здвинский).
26 мая 1918 года, после начала чехословацкого мятежа, станция Барабинск была захвачена 1-м батальоном 6-го чехословацкого Ганацого стрелкового полка под командованием штабс-капитана Ф. Чеговского. Спустя 2 дня был взят Каинск, затем чехословаки продолжили движение к Омску, но были остановлены у разъезда Кошкуль красногвардейскими отрядами, прибывшими из Омска и Татарска. 2 июня, после трёхдневных боёв, чехословацкие легионеры оставили Каинск и Барабинск и отступили на ст. Каргат, где успешно отразили все атаки войск Барабинского фронта. Спустя 2 дня, получив подкрепление из Томска, они перешли в наступление. 8 июня ими вновь были заняты  Каинск и Барабинск. В тот же день в Каинске была восстановлена городская дума, 10 июня создана следственная комиссия. Работники советских органов, члены Совдепа и сочувствующие Советской власти были арестованы и заключены в тюрьму. М. С. Звинский тоже был арестован. В Каинском уезде установил власть Западно-Сибирский эмиссариат Временного сибирского правительства первое время с буржуазным демократически-либеральным стилем правления, который результата не дал. Тогда усилили репрессии. Политзаключённых каинской тюрьмы расстреливали и зверски казнили как по приговору суда, так и под предлогом попытки к бегству. Мучительной смертью погибли члены штаба Барабинского фронта Закриевский, Пиотровский, Гуроль, Рассолов, Майстеров, Красильников, Папшев, Рыженков.
Многие большевики и красногвардейцы, после боёв с белочехами, укрылись в деревнях и сёлах. Усиливался экономический упадок, цены на товары повышались, для крестьян товарообмен стал не выгоден. В сентябре 1918 года новое правительство издало распоряжение о сборе недоимок за 1915—1917 годы, вызвав массовое озлобление крестьян. В конце ноября к власти пришёл адмирал Колчак. Начался массовый террор. В ответ создавались подпольные группы в сёлах Кама (в группу вошли К. Ф. Обласов, П. О. Показанов, П. М. Цепелев, А. К. Пуртов, Я. И. Акулов; возглавил её П. Р. Добрыгин), Первой Михайловке, Второй Михайловке, Кузнецове, Коноваловке. Существовала и большевистская подпольная организация в Каинске под руководством Омского обкома РКП(б), которую возглавлял Ф. И. Карпунин. В организации состояли: Мануйленко, Фролов,
Воздвиженский, Фукс, Воляева, Салито и другие.
В конце весны — начале лета большевиками планировались крестьянские восстания в сочетании с восстаниями в Каинске и Барабинске, однако колчаковская контрразведка нанесла серию ударов по подполью и 4 марта 1919 года арестовала членов Томского подпольного комитета РКП(б), а 2 апреля — членов Омского обкома. 13 мая начались аресты в Каинске и Барабинске. Были схвачены Карпунин, Мануйленко, Фролов, Зонов, Фукс, Берман, Рылеева и др..

#### Восстания
Большевикам удалось передать заключённым каинской уездной тюрьмы четыре гранаты и три револьвера, но восстание вспыхнуло 24 июня 1919 года ранее назначенного срока, стихийно и было жестоко подавлено отрядом польских легионеров, находившихся рядом. Убежать удалось лишь двоим, остальные погибли или были схвачены:

«Сегодня 4 часа дня следственный 4 камеры возвращаясь [c] прогулки напали [на] стражу отобрали ключи [,] револьверы избили[,] заперли [в] карцер[,] открыли другие камеры толпою 21 человекъ взломали ворота бѣжали [из] тюрьмы [, при] преследовании задержано 12 у(с)бито[,] 3 ранено [и] утонуло [в] реке 5[,] трупы ихъ не извлечены[,] 1 не выяснено дознание почтой[.] Начальникъ Каинской тюрьмы Ивановъ[.]»
— Телеграмма из Каинска в Омск, Главное управление местами заключения № 868 от 24 июня [1919 г.]. Л. 62-63.

«1919 года, июня 24 дня, я, Начальник Каинской тюрьмы Иванов, произведя сего числа дознание по поводу побега из Каинской тюрьмы 21 человека арестованных, опрашивал… Спрашиваемый по настоящему делу арестант Александр Гаврилов, показал, что кто-то (кто именно он не знает) отворил дверь ихней камеры и закричал „выходи“. „В коридоре народу не было видно, я вышел через открытые ворота за ограду тюрьмы и бросился бежать укрывшись во дворах. О заговоре ничего не знаю. Оружия в руках убегающих арестантов я не видел.“ А. Гаврилов.»
— Протокол (копия) о побеге 24 июня с. г. заключённых Каинской тюрьмы. М.В.Д. Управляющий Томской губернией. «9» июля 1919 года. № 4082. г. Томск. Господину Начальнику Главного управления местами заключения. Вх. 14 июля 1919 г. Л. 82-83.
Между тем подпольное сопротивление переросло в народную войну. Во многих сельских волостях установили народную власть. Был разработан план, по которому партизаны должны были захватить большую территорию с участком Транссибирской магистрали, чтобы соединиться с Красной армией. Но и это Урмановское восстание потерпело поражение, но помогло приближению Красной Армии. 14 ноября пал Омск. Перед уходом из Каинска все заключённые были уничтожены.
20 ноября 1919 года, в связи с приближением Красной армии, началась эвакуация тюрьмы. Из 300—350 заключённых в Новониколаевск прибыло не более 50 человек, остальные были уничтожены колчаковцами. По воспоминаниям К. П. Мецнера, первую партию заключённых расстреляли на Савкиной гриве. Большинство второй — за деревней Помельцево.
1 (2) декабря 1919 года Каинск был освобождён 2-й бригадой 27-й стрелковой дивизии 5-й Красной армии. При освобождении погиб командир полковой разведки Минского полка Михаил Добровицкий. В его честь одна из улиц города носит имя Краскома — красного командира.

### После революции
В конце 1919 г. и начале 1920 г. город и окрестности охвачены эпидемией тифа. Сотни трупов находились повсеместно. Советские органы привлекали население, в первую очередь молодежь, для ликвидации бушующей эпидемии. Сотни трупов сжигались еженедельно. Согласно отчетам Чекатифа в г. Каинске подобрано и сожжено 3000 трупов в феврале 1920 г., в соседнем Барабинске погребено было 572 умерших от тифа и сожжено 3500 человек. Массовые кремации проводились в марте и начале апреля 1920 г. Население понимало, что этим способствуют спасению жизней оставшихся жителей. Большевистская печать отрицала массовую кремацию, уверяя, что сожжено «не много тысяч, а меньше 1000». (Бурматов А. А. Демографическая история Каинска -Куйбышева. С.51; Чекатиф: Томская (Новониколаевская) губернская чрезвычайная комиссия по борьбе с тифом (декабрь 1919 г.- апрель 1920г). Сборник документов и материалов. Новосибирск: Госархив Новосибирской области,2021. С.174-175; Хроника//газета «Искры коммунизма»(г. Каинск, от 28. 03. 1920г).
В 1919 году Каинск становится центром Барабинского уезда Томской Губернии, а в 1921 году — Каинского Уезда Ново—Николаевской губернии. В большинстве купеческих особняков разместились советские учреждения.
Население в 1926 году — 7606 чел. (мужчин 4056 чел., женщин 3550 чел). Грамотных — 60,1 % лиц старше 8 лет, у мужчин 68 %, среди женского населения 51 %.
Национальный состав по состоянию на 1926 год
 Русские (76,8 %) Евреи (12,5 %) Украинцы (3,5 %) Белорусы (2,3 %) Поляки (1,4 %) прочие (3,5 %)
Социальный состав по состоянию на 1926 год
 служащие (49,4 %) рабочие (15,9 %) хоз. группа (19,1 %) свободные профессии (0,3 %) безработные и прочие (15,3 %)
Город владеет территорией в 9063 га, из которых под застройкой 300 га, под лесом 531,5 га, под пашней 1776 га, под покосами 2744,2 га, под выгоном 1217,7 га, неудобных земель 2350,3 га, остальные 144,1 га — под огородами, городским садом и пр. Стеснённый большим болотом с юга и рекой Каинкой с запада, город развивается на север в заречную часть, для связи с которой в прежнее время после спада весенних вод устраивались временные мосты, а через Омь построен постоянный деревянный мост. В Каинске 777 домовладений, из них 69 муниципализированных с общей жилой площадью 44600 м2; на жителей падает 4,26 м2.
Цензовая промышленность в 1928/29 гг. имела 7 промышленных заведений с валовой продукцией около 5 млн рублей (кожевенный, винокуренный и водочный заводы, и типография), торговый оборот 18,5 млн руб., в том числе оптовая торговля 15,7 млн; городской бюджет 1928/29 гг. — 230 939 руб.
Коммунальная электростанция обслуживает 700 абонентов. В 1929 г. школьная сеть: школ 1 ступени — 4, школа 9-летка, педагогический техникум, молочная школа, детских площадок — 10, библиотека, клуб, дом крестьянина; лечебная сеть: больниц — 2 на 115 коек, 1 венерологический диспансер, амбулатория, родильный дом на 17 кроватей, ясли на 29 детей, консультация для детей и беременных с молочной кухней, аптека, большой городской сад в центре города. Местное Общество краеведения приступило к организации окружного музея. В Каинске выходит 2 раза в неделю крестьянская газета «Барабинская Деревня».
С 1925 по 1930 год город входил в Барабинский округ Сибирского края, а с 1930 года — в Барабинский район Западно-Сибирского края.
В 1930 году на базе кишечного завода Госторга построен мясокомбинат по переработке мяса крупного рогатого скота. В 1933 году в связи с необходимостью ремонта тракторов отечественного производства построена ремонтно-транспортная мастерская.
В 1935 году Каинск был переименован в Куйбышев по имени В. В. Куйбышева — революционера, находившегося в ссылке в городе в 1907—1909 и 1912—1913 годы. Переименование произведено 13 февраля 1935 года решением ЦК ВКП(б), о чём свидетельствует телеграмма за подписью И. В. Сталина. Однако, 5 мая 1935 года в постановлении ЦК об увековечивании памяти В. В. Куйбышева внесено изменение — город переименовывался в Куйбышевск, потом в Куйбышево. С 1952 года утвердилось окончательно Куйбышев. В 1936 году город стал центром Куйбышевского района Западно-Сибирского края. В 1937 году город вошёл в состав вновь образованной Новосибирской области.
По г. Куйбышеву сохранились данные переписи населения, проведённой 6 января 1937 года — 12318 человек. Итоги переписи населения 1937 года были объявлены постановлением СНК СССР дефектными, и в 1939 году проведена новая перепись. Согласно её итогам, на 17 января 1939 года в Куйбышеве проживало 12 930 человек. Установленная приписка по данным переписи составила 78 человек, или 0,61 %.

С 1930-х годов на Савкиной гриве расстреливали репрессированных, арестованных НКВД. Из воспоминаний пенсионерки:
Я работала в мехколонне № 22 в 1951 году . Тогда эта организация занималась отсыпкой первой дамбы водохранилища Барабинской ГРЭС (сегодня ТЭЦ). В один из дней экскаваторщик обнаружил какое-то захоронение. Дух оттуда шёл такой, что работать рядом было совершенно невозможно. Поехали в милицию, сообщили о находке. Но там ответили: мол, засыпьте захоронение и не копайте больше там. Делать нечего, перегнали экскаватор на другое место, метров на десять в сторону. К сожалению, и там нельзя стало работать — при выемке грунта начала попадаться различная одежда: башлыки, нижнее бельё…
В феврале 1938 года в Новосибирске вышло постановление о закрытии расположенного в Куйбышеве Спасского собора, в этом же году храм отошёл к Куйбышевской тюрьме за 18 000 рублей и для его демонтажа использовался труд заключённых. Передача собора тюрьме вызвала бурную реакцию горожан. В областной газете «Советская Сибирь» появилась статья за подписью Н. Сибирский, где говорилось о недовольстве населения: «Церкви рушат, а строят тюрьмы и винные заводы» (часть кирпича предполагалось передать для расширения винно-водочного завода в Куйбышеве). Кирпич от собора был впоследствии использован для строительства Куйбышевского педучилища. Храм был разобран силами заключённых. При сносе здания погибло двое из них. По воспоминаниям старожилов так же часть кирпича от разборки храма была использована для строительства одного из зданий тюрьмы.
А кирпичный фундамент собора в 1942 году был разобран для постройки литейного цеха завода Металлист, выпускавшего корпуса гранат Ф-1. Позднее на месте собора разбили сквер имени Куйбышева. В сквере также был установлен памятник, перенесённый 6 ноября 1943 года от дома на ул. Ленина, 2. Синагога была перепрофилирована в школу, в начале 1950-х годов перестроена в жилой дом. Римско-католический костёл был закрыт и переоборудован под швейную фабрику. В годы войны в Церкви Иоанна Предтечи находился воинский склад.

### Послевоенные годы
1947 — строительство молочноконсервного завода.
Дальнейшее развитие города связано с электрификацией Западно-Сибирской железной дороги и сооружением в 1948 году Барабинской ГРЭС. Запуск ГРЭС был осуществлён 22 января 1954 года, первоначальная мощность — 75 МВт.
1952 — строительство хлебокомбината, 1954 — швейная фабрика.
В декабре 1958 года начал функционировать химический завод оборонного значения по производству основных компонентов жидкого и твёрдого ракетного топлива. Завод был единственным местом в социалистических странах, где выпускался гидразин-гидрат, — компонент ракетного топлива двигателей второй ступени, необходимый также для тепловых и в особенности атомных станций.
1959 — строительство кирпичного завода, 1965 — строительство завода ЖБИ.
В 1964 году институтом «Новосибгражданпроект» (архитектор Л. Воловик) был выполнен генеральный план, в котором основное развитие города предусматривалось в правобережной части на месте деревни Мошнино, где планировалось осуществить полный снос малоэтажной индивидуальной застройки, разместить на этой территории многоэтажное жильё и перенести общегородской центр на правый берег. План не реализован.
Запуск электростанции способствовал подъёму в городе других отраслей промышленности: машиностроительной, химической, лёгкой, пищевой, строительных материалов. Развитие промышленности в городе позволяло вести в широких масштабах строительство жилья и объектов соцкультбыта. (В настоящее время из всего перечисленного практически все на 80 % не функционирует)
В советские послевоенные годы в городе функционировали:
- Завод автозапчастей, производивший карданные валы 6 модификаций, поворотные кулаки, масляные и воздушные фильтры и другие автомобильные запчасти (Переквалифицирован в трубопрокатный завод).
- Мясокомбинат, на котором велась переработка мяса, полученного от пяти сельскохозяйственных районов области. Объём производства мяса в 1987 году составил 12 015 тонн, колбасных изделий — 1621 тонна (В настоящее время мясокомбинат не функционирует).
- Молочно-консервный комбинат, ставший одним из крупнейших в РСФСР с объёмом переработки молока до 750 тонн в сутки, который вырабатывал сухие молочные консервы и другую цельномолочную продукцию (В конце 90-х комбинат прошёл процедуру банкротства. В настоящее время комбинат не перерабатывает и 10 % показателя 1987 года).
- Птицеводческий комплекс (В настоящее время не функционирует, производственные комплексы разобраны).
- Спиртовой завод, нормы выпуска спирта-ректификата на котором в 1987 году составили 639 тысяч тонн, углекислоты — более 1000 тонн, что обеспечивало полную потребность пищевой промышленности Новосибирской области (Признан банкротом в 2006 году. В настоящее время возобновлена деятельность по производству спирта в связи с созданием ЗАО «Ерофеев»).
- Ликёроводочный завод, который выпускал до 15 видов изделий общим количеством 714 тысяч декалитров в год (В настоящее время не функционирует. Оборудование ликвидировано, производственные помещения сданы в аренду предпринимателям).
- Пищекомбинат, обеспечивавший город и район безалкогольными напитками (В настоящее время не функционирует).
- Заводы железобетонных изделий и конструкций ЖБиК и ЖБИ-14 (В настоящее время не функционируют).
- Завод керамзитового гравия (В настоящее время не функционирует. Практически все производственные помещения разобраны на стройматериалы).
- Швейная фабрика (В настоящее время практически не функционирует. Цеха сданы в аренду предпринимателям).
- Железнодорожная станция «Каинск-Барабинский» (Ликвидирована в 2006 году).

Куйбышев снабжал многие города Советского Союза сливочным маслом, сухим молоком, мясом, спиртом, макаронными изделиями и другими продуктами.
Предприятия строительной индустрии в 1987 году изготовили 28 тысяч тонн сборного железобетона, 28 тысяч кубических метров керамзита, около 4 миллионов штук кирпича. В конце 1980-х годов в городе было расположено 12 подрядных строительных организаций. (В настоящее время в городе нет ни одной строительной организации, имеющей лицензию на строительство многоэтажных зданий).
К 1987 году в городе действовало 19 промышленных предприятий, стоимость основных фондов которых составляла 600 миллионов рублей. Объём выпускаемой продукции в 1987 году составил 183481 тыс. рублей (без учёта БТЭЦ), что в 79 раз больше объёма выпуска 40 лет тому назад.
В городе было создано 3 автотранспортных предприятия с объёмом грузовых перевозок более 2 млн тонн в год, а годовой объём пассажироперевозок в конце 1980-х годов составлял около 8 млн человек.
В конце 1980-х город принимал 2 телевещательные программы, развивалась телефонная связь, число абонентов телефонной сети достигло 5,6 тысяч единиц.
В Куйбышеве активно развивались коммунальная и бытовая службы, расширялась сеть водопроводов, канализации, теплофикации и газоснабжения. В послевоенные годы в городе была осуществлена широкая программа жилищного и культурного строительства. За 1947—1987 годы жилищный фонд в городе увеличился в 10,2 раза и составил 672 тыс. м³. Наиболее быстрыми темпами велось строительство жилья в 1980-е годы, например за 1987 год было сдано в эксплуатацию 28 тыс. м² или 600 благоустроенных квартир.
По данным на 1987 год в городе действовало 13 школ, 2 средне-технических учебных заведения, 5 профессионально-технических училища, в которых обучалось более 10 тысяч человек. Более 2 тысяч детей посещало 22 детских дошкольных учреждения. Сеть учреждений здравоохранения города насчитывала около 900 коек, в системе здравоохранения работало 176 врачей и более 550 человек среднего медперсонала.
Подъём экономики обеспечивал рост благосостояния населения, что способствовало стабильному приросту населения. К 1987 году численность населения составляла 51 200 человек.
1987 — экспедиция по выявлению памятников архитектуры, разработка институтом Новосибгражданпроект генерального плана города.
В 1990 году город получил статус исторического населённого места России.
1994, 18 ноября — распоряжение главы администрации Новосибирской области «О мерах по сохранению и развитию исторического центра г. Куйбышева».
1995 — разработка «Проекта зон охраны культурного наследия исторического центра г. Куйбышева (бывшего Каинска)» и «Градостроительного кодекса исторического центра г. Куйбышева».
8 декабря 2013 года через город прошла Эстафета олимпийского огня зимних Олимпийских игр 2014

## Население
| 1856    | 1897    | 1931    | 1939    | 1959    | 1967    | 1970    | 1979    | 1986    | 1987    | 1989    | 1992    |
| ------- | ------- | ------- | ------- | ------- | ------- | ------- | ------- | ------- | ------- | ------- | ------- |
| 2700    | ↗5900   | ↗9200   | ↗12 930 | ↗30 380 | ↗40 000 | ↗40 166 | ↗46 545 | ↗50 000 | ↗51 000 | ↗51 171 | ↗51 600 |
| 1996    | 1998    | 2000    | 2001    | 2002    | 2003    | 2005    | 2006    | 2007    | 2008    | 2009    | 2010    |
| ↗51 800 | ↘51 700 | ↘51 300 | ↘50 700 | ↘48 848 | ↘48 800 | ↘48 500 | →48 500 | ↘48 205 | ↘48 000 | ↘47 566 | ↘45 299 |
| 2011    | 2012    | 2013    | 2014    | 2015    | 2016    | 2017    | 2018    | 2019    | 2020    | 2021    | 2022    |
| ↗45 300 | ↘44 843 | ↘44 606 | ↘44 511 | ↗44 627 | ↘44 616 | ↘44 246 | ↘44 170 | ↘43 796 | ↘43 536 | ↘41 946 | ↗42 921 |
| 2023    | 2024    | 2025    |         |         |         |         |         |         |         |         |         |
| ↘41 754 | ↘41 494 | ↘41 123 |         |         |         |         |         |         |         |         |         |

На 1 января 2025 года по численности населения город находился на 365-м месте из 1124 городов Российской Федерации.

## Экономика
Численность трудовых ресурсов человек — 44 164
Занято в экономике человек — 26 050

### Транспорт
Маршрутные автобусы (12 городских, около 10—12 внутрирайонных и 1 межмуниципальный маршруты) и маршрутки (6 городских и 1 межмуниципальный маршрут). 14 таксомоторных компаний.
До 2006 года существовала станция Каинск-Барабинский, в настоящая время закрытая.

## Связь
Весь спектр услуг связи, кроме сотовой, и техническую эксплуатацию средств связи на территории города осуществляет Куйбышевский центр продаж и обслуживания Новосибирского филиала ОАО «Ростелеком», а также с 2013 года ЗАО Запсиб-Транстелеком.
Сотовая связь в Куйбышеве представлена операторами:
- МТС (4G)
- Мегафон (4G)
- Билайн (3G)
- TELE2 (4G с сентября 2016)

Существует кабельное телевидение компании «Спектр».
Также в городе доступ в Интернет предоставляет компания «ТТК».

## СМИ

### Телеканалы
| Название     | Частота |
| ------------ | ------- |
| Первый канал | 5       |
| ТНТ          | 3       |
| НТВ          | 7       |
| Россия 1     | 1       |
| Россия К     | 9       |
| ОТС          | 24      |
| Пятый канал  | 43      |

### Радиостанции
| Название                                 | Частота |
| ---------------------------------------- | ------- |
| Радио России / ГТРК Новосибирск (Молчит) | 69,68   |
| Радио Маяк (Молчит)                      | 71,72   |
| Радио 54                                 | 101,1   |
| Авторадио                                | 102,8   |
| Радио России / ГТРК Новосибирск          | 105,2   |

### Пресса
В городе находится 1 государственная и 3 частные газеты:
- ГАУ НСО "Редакция газеты «Трудовая жизнь» — районная еженедельная газета, тираж 6000 экз,
- «ВЕСТИ», региональный ежедневник, тираж

## Символы города
В 1785 году Екатерина утвердила гербы городов Тобольского наместничества. В верхней половине пересеченного щита гербов уездных городов помещался герб наместнического города Тобольска «в синем поле золотая пирамида с воинскою арматурою, со знаменами, барабанами и алебардами». В нижней части изображалась собственно городская эмблема. В гербе Каинска, утверждённом 17 марта 1785 г. «В зелёном поле золотой бык: в знак скотоводства на Барабинской степи».

## Культура и достопримечательности
- Церковь Рождества Иоанна Предтечи — 1904 года постройки; устроительница Шкроева Александра Ивановна — купчиха. Самый молодой в Каинске православный храм из пяти бывших до Революции. Единственный уцелевший за годы Советской власти.
- Краеведческий музей г. КуйбышеваКраеведческий музей — открыт 28 декабря 1988 года. Изначально музей располагался в здании храма Рождества Иоанна Предтечи. В январе 1992 года экспозиция музея была временно переведена в одноэтажное деревянное здание по улице Куйбышева, 10 (помещение ПУ-88). Наконец, 16 августа 2002 года Куйбышевский краеведческий музей переехал в новое помещение — памятник истории местного значения, двухэтажное кирпичное здание по улице Коммунистической, 29, построенное в 1911 году. В Советские годы в этом здании, в 1919 году, располагался уездный комитет комсомола. Кроме того, здесь размещались ОГПУ, в годы Гражданской войны — штаб контрразведки белых, в первые годы Советской власти — городской спортивный зал, позже — редакция и типография газеты «Знамя стахановца», городской банк, магазин мужской и женской одежды. В 1987 году здание было принято на государственную охрану. В 2004 году музей вошёл в МУК «Музейный комплекс». После ремонта, 9 мая 2005 года было открыто два зала: Великой Отечественной войны и лекционно-выставочный.
- Дворец культуры имени В. В. Куйбышева
- Дом купца М. Л. Маслова
- Муниципальное бюджетное учреждение культуры Куйбышевского района «Культурно-досуговый центр»
- Муниципальное казённое учреждение г. Куйбышева Куйбышевского района НСО «Молодёжный центр»

- МКУК «Централизованная библиотечная система» (Центральная библиотека), библиотека имени Агафонова.
- Спорт-комплекс «Олимп»
- Стадион «Труд»
- МБУС Куйбышевского района Ледовая арена «Факел»[85][86]

## Образование
- МБОУ «Гимназия № 1 им. А. Л. Кузнецовой»
- МБОУ «Средняя общеобразовательная школа № 2, 3, 5, 6, 9, 10»
- МКОУ «Средняя общеобразовательная школа № 4» Школа кадетов
- МКОУ «ВСОШ» вечерне-сменная общеобразовательная школа
- МКОУ «Школа-интернат»
- ГБСКОУ НСО «СКОШИ I, II вида» (школа для неслышащих детей)
- ГАПОУ НСО «Куйбышевский медицинский техникум»
- Сельскохозяйственный техникум «Куйбышевский»
- ГБОУ СПО НСО «Куйбышевский политехнический колледж»
- КПК, Куйбышевский педагогический колледж
- КФ НГПУ, Куйбышевский филиал Новосибирского государственного педагогического университета
- СибАГС (представительство)

## Галерея
- Памятный камень на месте Спасского собора
- Строительство нового моста через реку Омь
- Река Омь, правый берег, район Мошнино
- Река Омь, правый берег, понтонный мост.
- View from new city bridge - Moshnino (area of Kuybyshev). 2015 spring`s rise of water
- Мемориал погибшим в Великой Отечественной войне 1941-1945 гг.